# Menashe Halpern
Menashe Halpern (în idiș ‏‏‏מנשה האַלפּערן‎‏‎, în rusă Менаше Галперн; n. 10 noiembrie 1871, Șepetivka, gubernia Volînia⁠(d), Imperiul Rus – d. 9 ianuarie 1960, São Paulo, São Paulo, Brazilia) a fost un romancier, poet și editor evreu. A scris în limba idiș.

## Biografie
Halpern s-a născut în târgul Șepetovka (acum oraș din Ucraina) din gubernia Volânia a Imperiului Rus, în familia lui Solomon Halpern, proprietarul unei fabrici de cărămidă și Rahil Sternik. Curând familia s-a mutat în Ciornîi Ostrov și apoi la Bronevka, unde tatăl său a construit o fabrică de cărămizi în 1899.
A primit educație la domiciliu, studiind cu un profesor privat. A început să scrie poezii în ebraică și idiș în tinerețe. După căsătoria sa în 1892 cu fiica lui Naftuli Kormanski, un mare comerciant de cereale din Edineț (acum oraș și centru raional din Republica Moldova) din ținutul Hotin, gubernia Basarabia; Halpern sa stabilt și el ulterior în târgul Edineț și a început să tranzacționeze cereale. Aici s-a împrietenit cu scriitorul Iehuda Steinberg, împreună cu el fondând ulterior o bibliotecă și lucrând într-o școală elementară (Talmud Torah) din localitate. În anul următor, în urma unei vizite personale, a expediat spre recenzare povestea lui Steinberg „În acele zile” la Varșovia, trimițând totodată și unele lucrări personale. Povestea lui Steinberg a fost publicată în curând, în timp ce debutul lui Halpern, în ciuda recenziilor favorabile ale lui Isaac Leib Peretz și Iacov Dinezon⁠(ru)[traduceți], a avut loc abia în 1899. A călătorit mult în țările europene în legătură cu afacerile comerciale ale tatălui său (Suwalki, Hamburg, Budapesta, Viena). În 1898 a început să cultive și să închirieze terenuri. A publicat în toate jurnalele importante din acea vreme de limba idiș din Basarabia.
După pogromul de la Chișinău din 1903, a emigrat în Statele Unite, locuind o perioadă la New York și publicând în principal poezii, felietoane și povești. În 1904 a emigrat în Brazilia, iar în 1905 în Elveția. În 1908 s-a întors în Imperiul Rus și s-a stabilit la Moscova, unde s-a angajat în activități bancare. Ulterior, a cumpărat editura Haver („Tovarăș”) de la jurnalistul și editorul Hertz Aktsin, unde în 1917 a publicat prima sa carte de poezii și basme Zilber-hor („Păr de argint”), precum și colecții ale lui Zusman Segalovici și alți scriitori. Editura a fost naționalizată imediat după revoluția din octombrie.
Revoluția din februarie a întâlnit-o la Petrograd, publicând în Petrograder togblat („Petrogradul zilnic”), dar în 1918 s-a întors la Moscova și împreună cu un grup de scriitori și artiști evrei (El Lissitzky, Moishe Broderzon, Daniel Charney) a fondat „Cercul de scriitori și artiști evrei din Moscova”, precum și o editură pe lângă acesta. În 1922 s-a stabilit la Kiev, iar în 1925 la Viena, începând cu 1926 din nou în Brazilia. În 1931 a fost delegat la cel de-al șaptesprezecelea Congres sionist de la Basel. Din 1935 a locuit în Palestina mandatară.
După povestea de debut Shiboles oder svoles („Șibolet sau răbdare”) în ziarul Der Yud (1899), a publicat în ziarele Der arbeter („Muncitorul”, 1903), Die tsukunft („Viitorul”), Forverts, Idischer remfer (New York), Gutmorgen și Sholem-aleykhem (Odesa), Di naye velt (Varșovia), Avangard (Buenos Aires), Togblat (Petrograd), Vokhnblat și Idishe folkstsaytung (Rio de Janeiro) și altele. Lucrările Zilber-hor („Păr argintiu”, Moscova, 1917), Mayselakh (basme, Moscova, 1918) și Zalbefert (Moscova, 1918) au fost publicate în ediții separate. La Rio de Janeiro, în 1934, a publicat o colecție de povești Fun altn brunem („Din fântâna veche”); colecția de lucrări selectate Lider (poezii, Sao Paulo, 1959). În 1952 la São Paulo a publicat memoarul Parmetn. Majoritatea lucrărilor au fost publicate și sub pseudonimele „Dal-vehomer”, „Al-Nasani”, „Odem zig-zag”.